# Hermann Pfeiffer (Künstler)
Hermann Pfeiffer (* 28. Dezember 1883 in Darmstadt; † 3. November 1964 in Lützelbach) war ein deutscher Grafiker und Autor.

## Leben
Pfeiffer studierte Grafik bei Peter von Halm an der Akademie der Bildenden Künste München. 1907 kam er in Darmstadt in Kontakt mit der Wandervogelbewegung und lernte Hans Breuer kennen. Von seiner ersten Wandervogelfahrt brachte er, angeregt durch die Beobachtung von Reihern, die Idee zum Bundeszeichen des Wandervogel, Deutscher Bund für Jugendwanderungen mit, dem sogenannten Wandervogelgreifen. 1910 wurde er 2. Zeitungsleiter beim Wandervogel DB.
Bekannt wurde Pfeiffer vor allem durch seine scherenschnittartigen Illustrationen (Schattenrisse) zum 1909 erschienenen Zupfgeigenhansl, dem wichtigsten Liederbuch der Wandervogelbewegung; Pfeiffer gilt auch die Widmung des Herausgebers Hans Breuer, da er wesentlich an der Herausgabe des Liederbuchs mitgewirkt hatte (er stellte den Kontakt zum Drucker Hohmann her, mit dessen Sohn er befreundet war). Vor allem im Darmstädter Umland (Südhessen) ist er auch bekannt durch eine von ihm illustrierte Ausgabe der Lokalposse Datterich, die in mehreren Auflagen erschien.
Für seine Leistungen wurde Pfeiffer 1958 mit der Bronzeplakette der Stadt Darmstadt und der Goethe-Plakette des Landes Hessen geehrt.

## Werke

### Eigene Werke
- Zyklus: An den Mond. „Füllest wieder Busch und Tal still mit Nebelglanz ...“ (Goethe). 1907. Ein Zyklus von 7 Original-Lithographien von Hermann Pfeiffer in einer Mappe. Sämtliche Lithographien handschriftlich vom Künstler signiert, datiert und betitelt. Auflage lediglich 15 Exemplare. o. O. und Verlag
- Ringende Knaben in 12 Schattenbildern. Heinrich Hohmann, Darmstadt 1909.
- Odenwald und Bergstraße: Federzeichnungen. N. G. Elwert’sche Verlagshandlung, Marburg 1921.
- Gloria in excelsis deo!
  - Buch 1. Praeludium und Hohes Lied. Heinrich Hohmann, Darmstadt 1922.
  - Buch 2. Mit 36 Sinnsprüchen des Angelus Silesius. Heinrich Hohmann, Darmstadt 1925.
- Goethe und Merck im Darmstädter Freundeskreis: Ein Gedenkbuch mit 24 Schattenbildern von Maler Hermann Pfeiffer. Heinrich Hohmann, Darmstadt 1932.
- Jung Siegfried: Ein Schattenspiel. Heinrich Hohmann, Darmstadt 1935.
- Siegfrieds Tod: Ein Trauerspiel. Für den Gebrauch des Schattentheaters. Heinrich Hohmann, Darmstadt 1938.
- Judith: Dramatische Dichtung. Selbstverlag, Würzburg 1959.
- Goethe und Merck in Silhouetten. Roether, Darmstadt 1984, ISBN 3-7929-0141-2.

### Illustrierte Bücher (Auswahl)
- Hans Breuer (Hrsg.): Der Zupfgeigenhansl. Heinrich Hohmann, Darmstadt 1909 (und alle späteren Auflagen).
- Paul Wislicenus: Shakespeares Totenmaske. Heinrich Hohmann, Darmstadt 1910.
- Fritz Grebenstein (Hrsg.): Ein Büchlein vom Wandervogel: Aus dem Schrifttum der Bewegung. Diesterweg, Frankfurt am Main 1925.
- Ernst Elias Niebergall: Datterich. Lokalposse in 6 Bildern in der Mundart der Darmstädter. Mit 40 Schattenrissen von Hermann Pfeiffer. Gesellschaft hessischer Bücherfreunde, Darmstadt 1930. (neu aufgelegt bei: Justus von Liebig Verlag, Darmstadt 2007, ISBN 978-3-87390-239-8).